# Awgoru
Awgoru (gr. Αυγόρου) – wieś na Cyprze, w dystrykcie Famagusta. Jedna z większych wsi w dystrykcie.